# Banco Asiático de Desarrollo
El Banco Asiático de Desarrollo (BAsD) es una organización financiera para el desarrollo económico de Asia y el Pacífico. Su objetivo principal es la erradicación de la pobreza y facilitar ayudas para mejorar el nivel de vida de la población de la región a través de préstamos y colaboración técnica.
Creado en 1966 por 31 países. Hoy cuenta con 67 miembros (48 regionales y 19 no regionales). Estados Unidos y Japón son sus principales accionistas, con el 15,6 % del capital cada uno.
El Banco tiene como su principal objetivo la lucha contra la pobreza. Para ello busca promover el crecimiento económico y la cooperación en la región de Asia-Pacífico, y acelerar el proceso de desarrollo económico de sus países miembros. Las dos terceras partes de personas pobres del mundo (aquellos que viven con menos de dos dólares diarios por persona), cerca de 1800 millones de pobres, viven en esta región. El BAsD aprobó una nueva Estrategia a Largo Plazo (2008-2020) centrada en un crecimiento económico, medioambientalmente sostenible e integración regional.

## Historia

### Década de 1960
Ya en 1956, el ministro de Finanzas de Japón Hisato Ichimada había sugerido al Secretario de Estado de los Estados Unidos John Foster Dulles que los proyectos de desarrollo en el sudeste asiático podrían ser apoyados por una nueva institución financiera para la región. Un año después, el primer ministro japonés Nobusuke Kishi anunció que Japón tenía la intención de patrocinar la creación de un fondo de desarrollo regional con recursos procedentes en gran parte de Japón y otros países industriales. Pero Estados Unidos no aceptó el plan y el concepto fue archivado. Véase el relato completo en "Banking the Future of Asia and the Pacific: 50 Years of the Asian Development Bank", julio de 2017.
La idea volvió a surgir a finales de 1962, cuando Kaoru Ohashi, economista de un instituto de investigación de Tokio, visitó a Takeshi Watanabe, entonces consultor financiero privado en Tokio, y propuso un grupo de estudio para formar un banco de desarrollo para la región asiática. El grupo se reunió regularmente en 1963, examinando varios escenarios para crear una nueva institución y se basó en las experiencias de Watanabe con el Banco Mundial. Sin embargo, la idea recibió una fría acogida por parte del propio Banco Mundial y el grupo de estudio se desanimó.
Paralelamente, el concepto fue propuesto formalmente en una conferencia sobre comercio organizada por la Comisión Económica para Asia y Extremo Oriente (ECAFE) en 1963 por un joven economista tailandés, Paul Sithi-Amnuai. (ESCAP, publicación de las Naciones Unidas de marzo de 2007, "The first parliament of Asia" pp. 65). A pesar de una reacción inicial mixta, pronto creció el apoyo a la creación de un nuevo banco.
Se convocó un grupo de expertos para estudiar la idea, y se invitó a Japón a contribuir al grupo. Cuando se recomendó a Watanabe, se unieron las dos corrientes que proponían un nuevo banco: la de ECAFE y la de Japón. En un principio, Estados Unidos se mostró reticente, sin oponerse a la idea pero sin estar dispuesto a comprometer su apoyo financiero. Pero pronto se vio que un nuevo banco para Asia encajaba en un programa más amplio de ayuda a Asia planeado por el Presidente de los Estados Unidos Lyndon B. Johnson a raíz de la intensificación del apoyo militar estadounidense al gobierno de Vietnam del Sur.
Como protagonista del concepto, Japón esperaba que las oficinas del BAD estuvieran en Tokio. Sin embargo, otras ocho ciudades también habían expresado su interés: Bangkok, Colombo, Kabul, Kuala Lumpur, Manila, Phnom Penh, Singapur y Teherán. Para decidir, los 18 posibles miembros regionales del nuevo banco celebraron tres rondas de votaciones en una conferencia ministerial en Manila en noviembre/diciembre de 1965. En la primera ronda, celebrada el 30 de noviembre, Tokio no consiguió la mayoría, por lo que se celebró una segunda votación al día siguiente a mediodía. Aunque Japón iba en cabeza, seguía sin ser concluyente, por lo que se celebró una votación final después del almuerzo. En la tercera votación, Tokio obtuvo ocho votos frente a los nueve de Manila, con una abstención. Por lo tanto, Manila fue declarada sede del nuevo banco de desarrollo; los japoneses estaban desconcertados y profundamente decepcionados. Watanabe escribió más tarde en su historia personal del BAD: "Me sentí como si el hijo que había criado con tanto esmero se lo hubieran llevado a un país lejano". (Publicación del Banco Asiático de Desarrollo, "Towards a New Asia", 1977, p. 16)
Durante 1966 se trabajó intensamente para preparar la apertura del nuevo banco en Manila, y la elección del presidente ocupó un lugar destacado en la agenda. El primer ministro japonés Eisaku Satō pidió a Watanabe que fuera candidato. Aunque en un principio se negó, llegaron presiones de otros países y Watanabe aceptó. A falta de otros candidatos, Watanabe fue elegido primer presidente del Banco Asiático de Desarrollo en su reunión inaugural el 24 de noviembre de 1966.
A finales de 1972, Japón había aportado 173,7 millones de dólares (22,6 % del total) a los recursos de capital ordinarios y 122,6 millones (59,6 % del total) a los fondos especiales. En cambio, Estados Unidos sólo aportó 1,25 millones de dólares al fondo especial.
Tras su creación en la década de 1960, el BAD centró gran parte de su ayuda en la producción de alimentos y el desarrollo rural. En aquella época, Asia era una de las regiones más pobres del mundo.
Los primeros préstamos se destinaron en gran medida a Indonesia, Tailandia, Malasia, Corea del Sur y Filipinas; estas naciones representaron el 78,48 % del total de los préstamos del BAD entre 1967 y 1972. Además, Japón recibió beneficios tangibles, el 41,67 % del total de adquisiciones entre 1967 y 1976. Japón vinculó sus contribuciones de fondos especiales a sus sectores y regiones preferidos y a las adquisiciones de sus bienes y servicios, como se refleja en su donación de 100 millones de dólares para el Fondo Especial Agrícola en abril de 1968.
Watanabe fue el primer presidente del BAD hasta 1972.

### Décadas de 1970 y 1980
En la década de 1970, la ayuda del BAD a los países en desarrollo de Asia se amplió a la educación y la sanidad, y después a las infraestructuras y la industria. El surgimiento gradual de las economías asiáticas en la última parte de la década estimuló la demanda de mejores infraestructuras para apoyar el crecimiento económico. El BAD se centró en la mejora de las carreteras y el suministro de electricidad. Cuando el mundo sufrió la primera crisis del precio del petróleo, el BAD destinó una mayor parte de su ayuda a apoyar proyectos energéticos, especialmente los que promovían el desarrollo de fuentes de energía nacionales en los países miembros.
A raíz de la considerable presión ejercida por la Administración Reagan en la década de 1980, el BAD comenzó a trabajar a regañadientes con el sector privado en un intento de aumentar el impacto de su ayuda al desarrollo en los países pobres de Asia y el Pacífico. A raíz de la segunda crisis del petróleo, el BAD amplió su ayuda a proyectos energéticos. En 1982, el BAD abrió su primera oficina de campo, en Bangladés, y más adelante en la década, amplió su trabajo con las organizaciones no gubernamentales (ONG).
Los presidentes japoneses Inoue Shiro (1972-76) y Yoshida Taroichi (1976-81) tomaron el protagonismo en la década de 1970. Fujioka Masao, el cuarto presidente (1981-90), adoptó un estilo de liderazgo asertivo, lanzando un ambicioso plan para ampliar el BAD y convertirlo en una agencia de desarrollo de gran impacto.
El 18 de noviembre de 1972, el Banco inauguró su sede a lo largo de Roxas Boulevard en Pasay City, Filipinas.  A principios de la década de 1990, el BAD trasladó sus oficinas al Ortigas Center en Pasig City, y el Departamento de Asuntos Exteriores (Filipinas) se hizo cargo de sus antiguas instalaciones en Pasay.

### Década de 1990
En la década de 1990, el BAD comenzó a promover la cooperación regional ayudando a los países del río Mekong a comerciar y trabajar juntos. En esta década también se amplió el número de miembros del BAD con la incorporación de varios países de Asia Central tras el final de la Guerra Fría.
A mediados de 1997, el BAD respondió a la crisis financiera que afectó a la región con proyectos destinados a fortalecer los sectores financieros y crear redes de seguridad social para los pobres. Durante la crisis, el BAD aprobó su mayor préstamo individual: un préstamo de emergencia de 4.000 millones de dólares a Corea del Sur. En 1999, el BAD adoptó la reducción de la pobreza como su objetivo principal.

### Década del 2000
A principios de la década de 2000 se produjo una espectacular expansión de la financiación del sector privado. Si bien la institución contaba con este tipo de operaciones desde la década de 1980 (bajo la presión de la Administración Reagan), los primeros intentos fueron muy poco exitosos, con bajos volúmenes de préstamos, pérdidas considerables y escándalos financieros relacionados con una entidad llamada AFIC. Sin embargo, a partir de 2002, el BAD emprendió una espectacular expansión de los préstamos al sector privado bajo un nuevo equipo. En el transcurso de los seis años siguientes, el Departamento de Operaciones del Sector Privado (PSOD) multiplicó por 41 los niveles de 2001 de nuevas financiaciones e ingresos del BAD. Esto culminó con el reconocimiento formal de estos logros por parte del Consejo de Administración en marzo de 2008, cuando éste adoptó formalmente el Marco Estratégico a Largo Plazo (MEL). Este documento declaraba formalmente que la ayuda al desarrollo del sector privado era la principal prioridad del BAD y que debía constituir el 50 % de los préstamos del banco para 2020.
En 2003, la epidemia del síndrome respiratorio agudo severo (SARS) afectó a la región y el BAD respondió con programas para ayudar a los países de la región a trabajar juntos para hacer frente a las enfermedades infecciosas, incluyendo la gripe aviar y el VIH/SIDA. El BAD también respondió a una multitud de desastres naturales en la región, comprometiendo más de 850 millones de dólares para la recuperación de zonas de la India, Indonesia, Maldivas y Sri Lanka que se vieron afectadas por el terremoto y tsunami del Océano Índico de 2004. Además, se proporcionaron 1000 millones de dólares en préstamos y subvenciones a las víctimas del terremoto de octubre de 2005 en Pakistán.
En 2009, la Junta de Gobernadores del BAD acordó triplicar la base de capital del BAD, pasando de 55 000 millones de dólares a 165 000 millones de dólares, lo que le proporcionó unos recursos muy necesarios para responder a la crisis económica mundial. El aumento del 200 % es el mayor en la historia del BAD, y fue el primero desde 1994.

## Sectores de actuación
En 2008 los principales receptores de préstamos fueron el sector de transporte y comunicaciones (26 %) y energía (23 %).

### Operaciones ordinarias
El BAsD financia operaciones ordinarias a través de dos ventanillas:
- Recursos de Capital Ordinario (OCR): concede préstamos (al sector público y privado) en condiciones ventajosas, garantías y toma participaciones de capital. Estos recursos se captan en los mercados financieros, utilizando como garantía el capital desembolsado por sus miembros y las reservas acumuladas. También se financian algunas Asistencias Técnicas (AT) (mediante préstamos —en el caso principalmente de preparación de proyectos—, o en forma de donaciones). El Banco proporciona también asesoramiento técnico en materia de políticas, programas y proyectos.

- Fondo Asiático de Desarrollo (FAsD): Creado en 1974, es la ventanilla de financiación concesional del BAsD para los países miembros con menores niveles de renta y limitada capacidad de repago de su deuda. Proporciona préstamos en términos concesionales, donaciones para proyectos y asistencia técnica en forma de donación. Se financia con la contribución de países donantes, actualmente 30 países, que reponen sus fondos cada cuatro años. El volumen de recursos del Fondo en el FAsD IX, que cubre el periodo 2005-2008, fue de 7000 millones de dólares. Recursos última reposición FAsD X para 2009-2012: 11 300 millones de dólares.

### Operaciones extraordinarias
- Fondo Especial de Asistencia Técnica: Concede donaciones para operaciones de asistencia técnica, incluyendo apoyo a los países miembros a desarrollar capacidades para la gestión de proyectos de desarrollo. Sus recursos provienen de contribuciones voluntarias de los países miembros y contribuciones de las ventanillas OCR y FAsD.

- Fondo Especial de Japón, Fondo Especial del Instituto del BAsD, Fondo de ayuda por el Tsunami y Fondo de ayuda por el Terremoto de Pakistán.

## Países receptores
Seis países receptores: China, India, Pakistán, Indonesia, Filipinas y Vietnam recibieron el 80% de los préstamos soberanos (públicos) y tres países, India, China y Filipinas recibieron el 90% de los préstamos al sector privado.